# Наиле-султан (дочь Абдул-Хамида II)
Наиле́-султа́н (тур. Naile Sultan; 9 января 1884, Стамбул — 25 октября 1957, там же) — четвёртая дочь османского султана Абдул-Хамида II от его третьей жены Дильпесенд Кадын-эфенди. Планировался брак Наиле с младшим сыном  Османа-паши Джемаледдин-беем, однако помолвка была разорвана из-за скандала вокруг кузины Наиле Хатидже и её зятя Кемаледдина-паши. Супругом Наиле стал сын бывшего великого визиря Абдуррахмана Нуреддина-паши Ариф Хикмет-паша. После изгнания династии Наиле с мужем жила в Бейруте, а после его смерти с разрешения турецкого правительства вернулась на родину, где и окончила свои дни.

## Биография
Наиле-султан родилась 9 февраля 1884 года во дворце Йылдыз в семье султана Абдул-Хамида II и его третьей жены Дильпесенд Кадын-эфенди. Помимо Наиле в семье, предположительно, была дочь Хатидже, умершая в детстве или младенчестве; кроме того, у Наиле было 16 единокровных братьев и сестёр от других браков отца.
Наиле получала образование в дворцовой школе для наследников и султанш, обучалась игре на фортепиано, арфе и виолончели у своего преподавателя музыки Франсуа Ломбардини. В 1901 году Наиле обручили с младшим сыном героя Плевны, ветерана нескольких войн, маршала Османа-паши Джемаледдин-беем, однако, по причине скандала, связанного с кузиной Наиле Хатидже-султан и сыном Османа-паши Кемаледдином-пашой, помолвка расстроилась. 27 февраля 1904 или 1905 года Наиле вышла за Арифа Хикмета-пашу, сына бывшего великого визиря Абдуррахмана Нуреддина-паши из рода Гермияноглу. Сам Ариф Хикмет-паша в течение жизни занимал множество высоких государственных постов. Брак был вполне счастливым: Наиле была хорошо воспитанной, достойной дочерью султана, а Ариф Хикмет был очень добрым и благородным человеком. Супруги проживали в Куручешме; брак оставался бездетным.
Когда в 1912 году свергнутого Абдул-Хамида перевезли из Салоник в Стамбул и заперли во дворце Бейлербейи, дворец Наиле-султан превратился в штаб-квартиру, поскольку отсюда в подзорную трубу можно было частично наблюдать за повседневной жизнью в Бейлербейи и увидеть гуляющего в саду бывшего падишаха. В 1913 году, получив у султана Мехмед V Решада специальное разрешение по случаю праздника, дочери Абдул-Хамида и другие женщины собрались во дворце в Куручешме и на трёх баркасах отправились в Бейлербейи, чтобы поздравить с праздником бывшего султана.
В 1924 году, когда члены династии были изгнаны из страны, Наиле-султан перебралась в Бейрут. После смерти Арифа Хикмета-паши в 1942 году и последующего разрешения женщинам династии вернуться в Турцию, Наиле-султан с разрешения правительства вернулась в Стамбул. Она жила отшельницей в Кызылтопраке и Эренкёе. Скончалась в Кызылтопраке 25 октября 1957 года; место захоронения неизвестно. 
Турецкий историк Недждет Сакаоглу пишет, что одна из детских фотографий Наиле была опубликована в журнале «Хаят».